# Federigo Barbolani da Montauto
Federigo Barbolani da Montauto, più noto come Federigo da Montauto (1513 – Castello di Montauto, 7 maggio 1582), è stato un condottiero e politico italiano che ha avuto una valutazione storiografica per le imprese di capitano, per la carica di governatore di Siena al servizio dei Medici e di conte sovrano di Montauto, piccolo ma strategico feudo imperiale mediato che ebbe la singolare durata di 731 anni (dal 1084 al 1815), situato presso Anghiari, attualmente in provincia di Arezzo.

## Biografia
Apparteneva alla famiglia patrizia aretina Barbolani, titolare poi della cittadinanza di Firenze e del rango comitale di Montauto dal 1084 con l'investitura ad Ardingo da parte dell'imperatore Enrico IV di Franconia. I privilegi feudali furono molte volte confermati da successivi sovrani. I possedimenti vennero spesso amministrati in "condominio" dagli esponenti della casata a causa di continui disaccordi. Si giunse al secolo XVI per avere una situazione più calma e ciò per merito di Federigo (I) che accentrò il potere nelle sue mani e governò infine da solo il feudo imperiale, dopo averlo condiviso, succedendo al padre nel 1540, con il fratello maggiore Pier Francesco II, Pirro II, Alberto IV, Bartolomeo I e Leonardo I. Il conte discendeva direttamente da Pier Francesco I, terzogenito di Giovanni.
Il piccolo e scarsamente popolato territorio di Montauto aveva, però, un'importanza cruciale data dalla sua ubicazione nell'Alta Valle del Tevere, tra lo Stato Pontificio e il Granducato di Toscana, a cui si legò, per essere tutelato in caso di guerra, con un atto di accomandigia. La contea si identificava con l'omonimo castello, residenza del reggente che esercitava sui sudditi il mero et mixto imperio, ovvero l'autorità giurisdizionale civile e penale, e poteva coniare moneta propria.
Federigo era il secondo figlio di Antonio Barbolani e di Simona della Doccia. Gli altri erano: Maddalena, Alessandra, Laura, Carlo, Beatrice e Pier Francesco (detto Otto, marito di Ricca da Montedoglio). Giovanissimo si schierò militarmente, al seguito di Otto che aveva il grado di colonnello, dalla parte di Giovanni dalle Bande Nere (1498-1526), sotto la guida di Adriano Baglioni.. Indi servì la repubblica fiorentina e, fino alla morte, il duca di Firenze Cosimo I de' Medici, primo granduca di Toscana dal 1569 al 1574, e l'erede Francesco I. Durante il conflitto per l'annessione della repubblica di Siena il Barbolani dirigeva il presidio militare di Pisa.
Nel 1557 il re di Spagna Filippo II conferì a Cosimo I i territori dell'ex Stato senese. Nel 1567 il granduca nominò Federigo primo governatore di Siena, carica che mantenne fino alla morte distinguendosi per competenza e abilità di governo.
Federigo non dimenticò l'avito feudo di Montauto, dove soggiornava frequentemente. Nel castello risiedeva la moglie Margherita (c. 1520-1577, ricca cugina, sposata nel 1540, i cui genitori erano Leonardo e Francesca Barbolani) con i quattro figli. Fece restaurare radicalmente la rocca trasformandola in dimora signorile su progetto dell'architetto fiorentino Baccio d'Agnolo: all'interno della corte fu costruita la cappella gentilizia dedicata a Francesco d'Assisi, sui resti di un altro piccolo edificio che aveva custodito, fino al 1503, la tonaca donata dal santo ad Alberto II nel 1203.
Tra il 1556 e il 1582 il conte ordinò la ristrutturazione del vicino castello di Galbino, la realizzazione della Villa La Barbolana, sedi degli omonimi rami collaterali della casata, e del convento dei Cappuccini che rimarrà sempre di proprietà dei Barbolani. Federigo s'interessò anche al benessere dei sudditi incentivando le loro attività agricole e di allevamento del bestiame, dimostrando anche di essere un saggio giudice nelle loro controversie o trasgressioni allo statuto. La scomparsa, nel 1577, della consorte Margherita, donna di grande temperamento, amareggiò l'anziano Federigo che morì, all'età di 69 anni, cinque anni dopo. Secondo le sue volontà testamentarie fu sepolto, accanto alla moglie, nella cripta dei Cappuccini. 

## Discendenza[10]
Federico e Margherita da Montauto ebbero quattro figli:
- Ersilia (morta in giovane età il 7 novembre 1552)
- Francesco I (1545-23 aprile 1603), che gli succedette; sposò nel marzo 1572 Doralice Baglioni (?-1607); la loro discendenza si esaurì nel 1664.
- Fulvia (1547-1580), sposò in prime nozze nel 1561 il parente Ottavio di Alberto Barbolani da Montauto (1541-1569); in seconde nozze il 31 marzo 1571 Orazio del Monte Santa Maria (1539-1614)
- Cesare (1555-1599), sposò nel gennaio 1584 Silvia di Alessandro Bentivoglio (?-17 ottobre 1626); dal loro matrimonio derivarono le generazioni future della stirpe, estinta nel 1801.[11]